# Pedro Luís de Orléans e Bragança
Prins Pedro Luís Maria José Miguel Gabriel Rafael Gonzaga de Orléans e Bragança e Ligne, född 12 januari 1983 i Rio de Janeiro, död 1 juni 2009, i närheten av ön Fernando de Noronha i Atlantiska havet, när en tragisk flygolycka inträffade, var en prins från Brasilien av huset Orléans-Bragança. Han är son till Antonio João de Orléans e Bragança, prins av Brasilien och Christine, prinsessa de Ligne. Prins Pedro Luís är släkt i rakt nedstigande led med Brasiliens siste kejsare Pedro II som blev avsatt 1889. Prinsen var nummer tre i den pretenderade brasilianska tronföljden.

## Biografi
På inbjudan av sin farbror Luís de Orléans e Bragança, nuvarande överhuvud i det brasilianska kejsarhuset, blev han 1999 hedersordförande i Monarkistisk Ungdom Juventude Monárquica i Brasilien. Som sådan var han representant för kejsarhuset vid en konferens för unga monarkister i Portugal samma år. Prinsens brasilianska släktingar hyser fortfarande ett hopp om en restauration av monarkin i Brasilien vilket också finns ett visst stöd för bland brasilianska monarkister. En folkomröstning om monarkins återinförande 1993 gav dock monarkisterna endast 13 % av rösterna, cirka 6,8 miljoner röster.
Prins Pedro Luís hade företagsadministrativ och ekonomisk examen från IBMEC respektive Fundação Getúlio Vargasi, båda en form av handelshögskolor i Rio de Janeiro. Han hade dubbelt - brasilianskt och belgiskt - medborgarskap. Prinsen var bosatt i Luxemburg där han arbetade på en bank.
Prinsen har tidigare hedrats med brasilianska kejserliga Rosenordens storkors, en icke officiell brasiliansk orden.
Prins Pedro Luís var passagerare på flygplanet AF 447 från Rio de Janeiro till Paris som försvann över Atlanten 1 juni 2009 och förolyckades.